# Aalesunds Fotballklubb 2019
Questa voce raccoglie le informazioni riguardanti l'Aalesunds Fotballklubb nelle competizioni ufficiali della stagione 2019.

## Stagione
L'Aalesund ha chiuso la stagione al 1º posto finale, centrando pertanto la promozione in Eliteserien. L'avventura nel Norgesmesterskapet si è chiusa invece ai quarti di finale, con l'eliminazione subita per mano del Viking.
Il calciatore più utilizzato in stagione è stato Pape Habib Guèye, con 33 presenze tra tutte le competizioni. Niklas Castro è stato invece il miglior marcatore della squadra con 20 reti, realizzate tra campionato e coppa nazionale.

## Maglie e sponsor
Lo sponsor tecnico per la stagione 2019 è stato Umbro, mentre lo sponsor ufficiale è stato Sparebanken Møre. La divisa casalinga era composta da una maglietta arancione con inserti blu, pantaloncini blu e calzettoni arancioni. Quella da trasferta era invece composta da una maglietta blu con rifiniture arancioni, pantaloncini arancioni e calzettoni blu.
| Casa | Trasferta |

## Rosa
| N. |                        | Ruolo | Calciatore                |
| -- | ---------------------- | ----- | ------------------------- |
| 1  | Norvegia (bandiera)    | P     | Andreas Lie               |
| 3  | Islanda (bandiera)     | D     | Daníel Leó Grétarsson     |
| 4  | Norvegia (bandiera)    | D     | Jonas Grønner             |
| 5  | Norvegia (bandiera)    | D     | Oddbjørn Lie              |
| 6  | Paesi Bassi (bandiera) | D     | Kaj Ramsteijn             |
| 7  | Capo Verde (bandiera)  | C     | Nenass                    |
| 8  | Norvegia (bandiera)    | C     | Fredrik Carlsen           |
| 9  | Cile (bandiera)        | A     | Niklas Castro             |
| 10 | Islanda (bandiera)     | A     | Hólmbert Aron Friðjónsson |
| 11 | Islanda (bandiera)     | C     | Aron Þrándarson           |
| 13 | Norvegia (bandiera)    | P     | Tarjei Aase Omenås        |
| 14 | Senegal (bandiera)     | A     | Pape Habib Guèye          |
| 15 | Norvegia (bandiera)    | D     | Ståle Steen Sæthre        |
| 16 | Norvegia (bandiera)    | D     | Jørgen Hatlehol           |
| 17 | Norvegia (bandiera)    | C     | Sondre Fet                |
| 18 | Islanda (bandiera)     | D     | Davíð Kristján Ólafsson   |

| N. |                        | Ruolo | Calciatore          |
| -- | ---------------------- | ----- | ------------------- |
| 19 | Inghilterra (bandiera) | D     | Jernade Meade       |
| 21 | Norvegia (bandiera)    | C     | Peter Orry Larsen   |
| 22 | Norvegia (bandiera)    | D     | Tega George         |
| 23 | Norvegia (bandiera)    | A     | Torbjørn Agdestein  |
| 24 | Norvegia (bandiera)    | P     | Enock Mawete Mwimba |
| 25 | Norvegia (bandiera)    | D     | Kristoffer Hay      |
| 26 | Norvegia (bandiera)    | P     | Marius Berntzen     |
| 27 | Costa Rica (bandiera)  | C     | Wílmer Azofeifa     |
| 28 | Norvegia (bandiera)    | D     | Håvard Mork Breivik |
| 29 | Norvegia (bandiera)    | P     | Isak Moen Endal     |
| 30 | Nigeria (bandiera)     | C     | Izunna Uzochukwu    |
| 34 | Norvegia (bandiera)    | C     | Tobias Sagli        |
| 36 | Norvegia (bandiera)    | A     | Vetle Fiskerstrand  |
| 38 | Norvegia (bandiera)    | C     | Isak Dybvik Määttä  |
| 41 | Norvegia (bandiera)    | C     | Markus Karlsbakk    |
| –– | Paesi Bassi (bandiera) | D     | Kenny van der Weg   |

## Calciomercato

### Sessione invernale(dal 09/01 al 01/04)
| Arrivi | Arrivi                  | Arrivi      | Arrivi     |
| R.     | Nome                    | da          | Modalità   |
| ------ | ----------------------- | ----------- | ---------- |
| P      | Enock Mawete Mwimba     | Midtjylland | definitivo |
| D      | Tega George             | Kjelsås     | definitivo |
| D      | Kristoffer Hay          |             | svincolato |
| D      | Davíð Kristján Ólafsson | Breiðablik  | definitivo |
| C      | Peter Orry Larsen       |             | svincolato |
| C      | Izunna Uzochukwu        |             | svincolato |
| A      | Niklas Castro           |             | svincolato |

| Partenze         | Partenze          | Partenze     | Partenze      |
| R.               | Nome              | a            | Modalità      |
| ---------------- | ----------------- | ------------ | ------------- |
| D                | Adam Örn Arnarson |              | svincolato    |
| D                | Nikola Tkalčić    | Sarpsborg 08 | fine prestito |
| A                | Valmir Berisha    |              | svincolato    |
| A                | Jens Petter Hauge | Bodø/Glimt   | fine prestito |
| Altre operazioni |                   |              |               |
| R.               | Nome              | da           | Modalità      |
| A                | Valmir Berisha    | Fjölnir      | fine prestito |

### Tra le due sessioni
| Arrivi | Arrivi | Arrivi | Arrivi   |
| R.     | Nome   | da     | Modalità |
| ------ | ------ | ------ | -------- |

| Partenze | Partenze       | Partenze   | Partenze |
| R.       | Nome           | a          | Modalità |
| -------- | -------------- | ---------- | -------- |
| D        | Kristoffer Hay | Tromsdalen | prestito |

### Sessione estiva(dal 01/08 al 31/08)
| Arrivi | Arrivi          | Arrivi       | Arrivi        |
| R.     | Nome            | da           | Modalità      |
| ------ | --------------- | ------------ | ------------- |
| P      | Marius Berntzen | Strømmen     | definitivo    |
| D      | Kristoffer Hay  | Tromsdalen   | fine prestito |
| C      | Wílmer Azofeifa | Sarpsborg 08 | prestito      |

| Partenze | Partenze | Partenze | Partenze |
| R.       | Nome     | a        | Modalità |
| -------- | -------- | -------- | -------- |

### Dopo la sessione estiva
| Arrivi | Arrivi            | Arrivi | Arrivi     |
| R.     | Nome              | da     | Modalità   |
| ------ | ----------------- | ------ | ---------- |
| D      | Kenny van der Weg |        | svincolato |

| Partenze | Partenze | Partenze | Partenze |
| R.       | Nome     | a        | Modalità |
| -------- | -------- | -------- | -------- |

## Risultati

### 1. divisjon

#### Girone di andata
| Arbitro: | Aslam |

|  |           |           |
|  | Marcatori | 88’ Guèye |

| Arbitro: | Lien |

|              |           |  |
| Hatlehol 12’ | Marcatori |  |

| Arbitro: | Hauge |

|              |           |                 |
| Kurtović 81’ | Marcatori | 66’ Orry Larsen |

| Arbitro: | Følstad Skarsem (Trondheim) |

|                                                                |           |                           |
| Þrándarson 17’ Grétarsson 21’ Friðjónsson 24’ Steen Sæthre 56’ | Marcatori | 41’ Aleesami 72’ Tavakoli |

| Arbitro: | Medic |

|  |           |              |
|  | Marcatori | 53’ Hatlehol |

| Arbitro: | Hansen Grøtta |

|                                                  |           |             |
| Þrándarson 88’ Castro 90’ Friðjónsson 90’ (rig.) | Marcatori | 52’ Schulze |

| Arbitro: | Amland (Bergen) |

|            |           |                             |
| Tvedte 88’ | Marcatori | 78’ (rig.) Castro 86’ Guèye |

| Arbitro: | Følstad Skarsem (Trondheim) |

|                                                      |           |  |
| Guèye 9’, 90’ O. Lie 37’ Friðjónsson 72’ (rig.), 81’ | Marcatori |  |

| Grimstad 26 maggio 2019, ore 18:00 9ª giornata | Jerv          | 0 – 0 referto | Aalesund | J.J. Ugland Stadion - Levermyr (1.802 spett.)\| Arbitro: \| Hansen Grøtta \| |
| Arbitro:                                       | Hansen Grøtta |               |          |                                                                              |

| Arbitro: | Hagenes (Flaktveit) |

|                |           |  |
| Þrándarson 43’ | Marcatori |  |

| Arbitro: | Hansen Grøtta |

|                   |           |                      |
| Bolkan Nordli 66’ | Marcatori | 11’ Castro 68’ Guèye |

| Arbitro: | Hansen Grøtta |

|                     |           |               |
| Løken 39’ Fandi 87’ | Marcatori | 21’ Agdestein |

| Arbitro: | Hauge (Bergen) |

|                                       |           |             |
| Friðjónsson 9’ Guèye 64’ Hatlehol 69’ | Marcatori | 75’ Eriksen |

| Arbitro: | Sinnes |

|                  |           |                                              |
| Mawa 25’ Øby 64’ | Marcatori | 49’ Ólafsson 88’ Fet 90’ Agdestein 90’ Guèye |

| Arbitro: | Lien |

|                                 |           |  |
| Ramsteijn 50’ Castro 90’ (rig.) | Marcatori |  |

#### Girone di ritorno
| Arbitro: | Higraff |

|  |           |            |
|  | Marcatori | 90’ Castro |

| Arbitro: | Medic |

|                                         |           |            |
| Grétarsson 9’ Friðjónsson 42’ Guèye 82’ | Marcatori | 63’ Sellin |

| Arbitro: | Hansen Grøtta |

|                      |           |                                         |
| Totland 8’ Adams 90’ | Marcatori | 52’ Grétarsson 71’ Þrándarson 84’ Guèye |

| Arbitro: | Aslam |

|                                                   |           |                               |
| Guèye 5’ Hatlehol 16’ Castro 24’ (rig.), 53’, 71’ | Marcatori | 13’ Bolkan Nordli 87’ Sildnes |

| Arbitro: | Bodding |

|           |           |                       |
| Kachi 53’ | Marcatori | 14’ Fet 73’ Agdestein |

| Arbitro: | Amland (Bergen) |

|                                              |           |  |
| Agdestein 51’, 53’ Þrándarson 77’ Castro 82’ | Marcatori |  |

| Arbitro: | Aslam |

|             |           |                |
| Ibrahim 75’ | Marcatori | 90’ Þrándarson |

| Arbitro: | Lien |

|                                 |           |                  |
| Agdestein 45’ Castro 55’ (rig.) | Marcatori | 44’ (rig.) Rasch |

| Arbitro: | Bodding |

|                              |           |              |
| Agdestein 4’ Castro 53’, 69’ | Marcatori | 6’ Tagbajumi |

| Arbitro: | Hansen Grøtta |

|                        |           |                      |
| Scriven 73’ Garnås 86’ | Marcatori | 13’ Guèye 63’ Castro |

| Arbitro: | Sinnes |

|                          |           |           |
| Meade 8’ Castro 18’, 76’ | Marcatori | 90’ Dadjo |

| Arbitro: | Tennøy |

|  |           |               |
|  | Marcatori | 23’ Agdestein |

| Arbitro: | Amland (Bergen) |

|                       |           |            |
| Guèye 73’, 76’ (rig.) | Marcatori | 80’ Wichne |

| Arbitro: | Lien |

|  |           |                   |
|  | Marcatori | 84’ (rig.) Castro |

| Arbitro: | Moen |

|                               |           |              |
| Agdestein 24’, 79’ Castro 68’ | Marcatori | 21’ Kurtović |

### Norgesmesterskapet
| Arbitro: | Myrheim |

|  |           |                                     |
|  | Marcatori | 27’, 53’ Agdestein 86’ Steen Sæthre |

| Arbitro: | Amland (Bergen) |

|  |           |                   |
|  | Marcatori | 83’ (rig.) Castro |

| Arbitro: | Hagen (Grue) |

|                                             |           |  |
| Friðjónsson 14’, 17’ Fet 55’ Þrándarson 58’ | Marcatori |  |

| Arbitro: | Hobber Nilsen (Oslo) |

|                                       |                      |                                               |
|                                       | Marcatori            | 57’ Botheim 62’ Meling 87’ Åsen               |
| Jensen Hovland Søderlund Meling David | Tiri di rigore 4 – 5 | Carlsen Meade O. Lie Steen Sæthre Friðjónsson |

| Arbitro: | Steen (Bergen) |

|                                     |                      |                                             |
| Castro 11’ (rig.)                   | Marcatori            | 40’ Torsteinbø                              |
| Castro O. Lie Steen Sæthre Azofeifa | Tiri di rigore 3 – 5 | Høiland Østensen Pereira Friðjónsson Tripić |

## Statistiche

### Statistiche di squadra
| Competizione       | Punti | In casa | In casa | In casa | In casa | In casa | In casa | In trasferta | In trasferta | In trasferta | In trasferta | In trasferta | In trasferta | Totale | Totale | Totale | Totale | Totale | Totale | DR  |
| Competizione       | Punti | G       | V       | N       | P       | Gf      | Gs      | G            | V            | N            | P            | Gf           | Gs           | G      | V      | N      | P      | Gf     | Gs     | DR  |
| ------------------ | ----- | ------- | ------- | ------- | ------- | ------- | ------- | ------------ | ------------ | ------------ | ------------ | ------------ | ------------ | ------ | ------ | ------ | ------ | ------ | ------ | --- |
| 1. divisjon        | 79    | 15      | 15      | 0       | 0       | 44      | 12      | 15           | 10           | 4            | 1            | 23           | 13           | 30     | 25     | 4      | 1      | 67     | 25     | +42 |
| Norgesmesterskapet | -     | 2       | 1       | 1       | 0       | 5       | 1       | 3            | 2            | 1            | 0            | 5            | 1            | 5      | 3      | 2      | 0      | 10     | 2      | +8  |
| Totale             | -     | 17      | 16      | 1       | 0       | 49      | 13      | 18           | 12           | 5            | 1            | 28           | 14           | 35     | 28     | 6      | 1      | 77     | 27     | +50 |

### Andamento in campionato
| Giornata  | 1 | 2 | 3 | 4 | 5 | 6 | 7 | 8 | 9 | 10 | 11 | 12 | 13 | 14 | 15 | 16 | 17 | 18 | 19 | 20 | 21 | 22 | 23 | 24 | 25 | 26 | 27 | 28 | 29 | 30 |
| --------- | - | - | - | - | - | - | - | - | - | -- | -- | -- | -- | -- | -- | -- | -- | -- | -- | -- | -- | -- | -- | -- | -- | -- | -- | -- | -- | -- |
| Luogo     | T | C | T | C | T | C | T | C | T | C  | T  | T  | C  | T  | C  | T  | C  | T  | C  | T  | C  | T  | C  | C  | T  | C  | T  | C  | T  | C  |
| Risultato | V | V | N | V | V | V | V | V | N | V  | V  | P  | V  | V  | V  | V  | V  | V  | V  | V  | V  | N  | V  | V  | N  | V  | V  | V  | V  | V  |
| Posizione | 4 | 2 | 3 | 1 | 1 | 1 | 1 | 1 | 1 | 1  | 1  | 1  | 1  | 1  | 1  | 1  | 1  | 1  | 1  | 1  | 1  | 1  | 1  | 1  | 1  | 1  | 1  | 1  | 1  | 1  |

Fonte:  OBOS-ligaen 2019, su altomfotball.no, Altomfotball. URL consultato il 21 giugno 2021 (archiviato dall'url originale il 17 gennaio 2022).
Legenda:

Luogo: C = Casa; T = Trasferta. Risultato: V = Vittoria; N = Pareggio; P = Sconfitta.

### Statistiche dei giocatori
| Giocatore        | 1. divisjon | 1. divisjon | 1. divisjon | 1. divisjon | Norgesmesterskapet | Norgesmesterskapet | Norgesmesterskapet | Norgesmesterskapet | Coppe europee | Coppe europee | Coppe europee | Coppe europee | Altre coppe | Altre coppe | Altre coppe | Altre coppe | Totale   | Totale | Totale      | Totale     |
| Giocatore        | Presenze    | Reti        | Ammonizioni | Espulsioni  | Presenze           | Reti               | Ammonizioni        | Espulsioni         | Presenze      | Reti          | Ammonizioni   | Espulsioni    | Presenze    | Reti        | Ammonizioni | Espulsioni  | Presenze | Reti   | Ammonizioni | Espulsioni |
| ---------------- | ----------- | ----------- | ----------- | ----------- | ------------------ | ------------------ | ------------------ | ------------------ | ------------- | ------------- | ------------- | ------------- | ----------- | ----------- | ----------- | ----------- | -------- | ------ | ----------- | ---------- |
| T. Aase Omenås   | 1           | -1          | 0           | 0           | 2                  | 0                  | 0                  | 0                  |               |               |               |               |             |             |             |             | 3        | -1     | 0           | 0          |
| T. Agdestein     | 20          | 10          | 1           | 0           | 1                  | 2                  | 0                  | 0                  |               |               |               |               |             |             |             |             | 21       | 12     | 1           | 0          |
| W. Azofeifa      | 3           | 0           | 0           | 0           | 1                  | 0                  | 0                  | 0                  |               |               |               |               |             |             |             |             | 4        | 0      | 0           | 0          |
| M. Berntzen      | 0           | 0           | 0           | 0           | 0                  | 0                  | 0                  | 0                  |               |               |               |               |             |             |             |             | 0        | 0      | 0           | 0          |
| F. Carlsen       | 22          | 0           | 5           | 0           | 2                  | 1                  | 0                  | 0                  |               |               |               |               |             |             |             |             | 24       | 1      | 5           | 0          |
| N. Castro        | 24          | 17          | 6           | 0           | 3                  | 3                  | 1                  | 0                  |               |               |               |               |             |             |             |             | 27       | 20     | 7           | 0          |
| I. Dybvik Määttä | 1           | 0           | 0           | 0           | 2                  | 0                  | 0                  | 0                  |               |               |               |               |             |             |             |             | 3        | 0      | 0           | 0          |
| S. Fet           | 18          | 2           | 4           | 0           | 4                  | 1                  | 0                  | 0                  |               |               |               |               |             |             |             |             | 22       | 3      | 4           | 0          |
| V. Fiskerstrand  | 2           | 0           | 0           | 0           | 1                  | 0                  | 0                  | 0                  |               |               |               |               |             |             |             |             | 3        | 0      | 0           | 0          |
| H. Friðjónsson   | 23          | 6           | 4           | 0           | 4                  | 3                  | 1                  | 0                  |               |               |               |               |             |             |             |             | 27       | 9      | 5           | 0          |
| T. George        | 2           | 0           | 0           | 0           | 2                  | 0                  | 0                  | 0                  |               |               |               |               |             |             |             |             | 4        | 0      | 0           | 0          |
| D. Grétarsson    | 29          | 3           | 2           | 1           | 2                  | 0                  | 0                  | 0                  |               |               |               |               |             |             |             |             | 31       | 3      | 2           | 1          |
| J. Grønner       | 23          | 0           | 4           | 0           | 4                  | 0                  | 1                  | 0                  |               |               |               |               |             |             |             |             | 27       | 0      | 5           | 0          |
| P. Guèye         | 29          | 13          | 4           | 0           | 4                  | 0                  | 0                  | 0                  |               |               |               |               |             |             |             |             | 33       | 13     | 4           | 0          |
| J. Hatlehol      | 29          | 4           | 2           | 0           | 2                  | 0                  | 1                  | 0                  |               |               |               |               |             |             |             |             | 31       | 4      | 3           | 0          |
| K. Hay           | 3           | 0           | 0           | 0           | 2                  | 0                  | 1                  | 0                  |               |               |               |               |             |             |             |             | 5        | 0      | 1           | 0          |
| M. Karlsbakk     | 0           | 0           | 0           | 0           | 1                  | 0                  | 0                  | 0                  |               |               |               |               |             |             |             |             | 1        | 0      | 0           | 0          |
| A. Lie           | 29          | -24         | 3           | 0           | 3                  | -2                 | 0                  | 0                  |               |               |               |               |             |             |             |             | 32       | -26    | 3           | 0          |
| O. Lie           | 20          | 1           | 3           | 0           | 3                  | 1                  | 1                  | 0                  |               |               |               |               |             |             |             |             | 23       | 2      | 4           | 0          |
| O. Ljoså         | 0           | 0           | 0           | 0           | 1                  | 0                  | 0                  | 0                  |               |               |               |               |             |             |             |             | 1        | 0      | 0           | 0          |
| J. Meade         | 11          | 1           | 0           | 0           | 3                  | 1                  | 0                  | 0                  |               |               |               |               |             |             |             |             | 14       | 2      | 0           | 0          |
| I. Moen Endal    | 0           | 0           | 0           | 0           | 0                  | 0                  | 0                  | 0                  |               |               |               |               |             |             |             |             | 0        | 0      | 0           | 0          |
| H. Mork Breivik  | 1           | 0           | 0           | 0           | 1                  | 0                  | 0                  | 0                  |               |               |               |               |             |             |             |             | 2        | 0      | 0           | 0          |
| E. Mwimba        | 0           | 0           | 0           | 0           | 0                  | 0                  | 0                  | 0                  |               |               |               |               |             |             |             |             | 0        | 0      | 0           | 0          |
| Nenass           | 17          | 0           | 2           | 0           | 5                  | 0                  | 1                  | 0                  |               |               |               |               |             |             |             |             | 22       | 0      | 3           | 0          |
| D. Ólafsson      | 17          | 1           | 2           | 0           | 3                  | 0                  | 0                  | 1                  |               |               |               |               |             |             |             |             | 20       | 1      | 2           | 1          |
| P. Orry Larsen   | 12          | 1           | 1           | 0           | 2                  | 0                  | 0                  | 0                  |               |               |               |               |             |             |             |             | 14       | 1      | 1           | 0          |
| K. Ramsteijn     | 13          | 1           | 4           | 0           | 1                  | 0                  | 0                  | 0                  |               |               |               |               |             |             |             |             | 14       | 1      | 4           | 0          |
| T. Sagli         | 0           | 0           | 0           | 0           | 0                  | 0                  | 0                  | 0                  |               |               |               |               |             |             |             |             | 0        | 0      | 0           | 0          |
| S. Steen Sæthre  | 20          | 1           | 1           | 0           | 5                  | 2                  | 0                  | 0                  |               |               |               |               |             |             |             |             | 25       | 3      | 1           | 0          |
| A. Þrándarson    | 27          | 6           | 3           | 0           | 3                  | 1                  | 0                  | 0                  |               |               |               |               |             |             |             |             | 30       | 7      | 3           | 0          |
| I. Uzochukwu     | 12          | 0           | 2           | 0           | 3                  | 0                  | 1                  | 0                  |               |               |               |               |             |             |             |             | 15       | 0      | 3           | 0          |
| K. van der Weg   | 0           | 0           | 0           | 0           | 0                  | 0                  | 0                  | 0                  |               |               |               |               |             |             |             |             | 0        | 0      | 0           | 0          |